# 张世英 (1940年)
张世英（1940年10月—），男，北京人，中华人民共和国政治人物，曾任郑州市人民政府市长，河南省人民政府副省长，河南省人大常委会副主任。